# Merzbach (Rheinbach)
Merzbach ist ein Wohnplatz, der zur Ortschaft Neukirchen (Stadt Rheinbach) im Rhein-Sieg-Kreis, Nordrhein-Westfalen, gehört.

## Lage
Der Ort liegt rund 1 km südlich der Kernstadt auf den Höhen der Voreifel im Ahrgebirge unmittelbar an der Landesgrenze zu Rheinland-Pfalz. Nachbarorte sind im Südosten Bad Neuenahr-Ahrweiler, im Südwesten Bad Münstereifel, im Nordwesten Euskirchen und im Nordosten Meckenheim. Die nächstgelegenen Bahnhöfe sind Rheinbach und Meckenheim an der Bahnstrecke Bonn – Euskirchen, und die nächste Autobahnanschlussstelle ist Rheinbach/Meckenheim an der A 61.
Nördlich und östlich grenzt an die Wohnbebauung das Naturschutzgebiet Rheinbacher Wald an.

## Geschichte
Merzbach gehörte ursprünglich zur Gemeinde Neukirchen im Landkreis Bonn und wurde am 1. August 1969 als Teil von Neukirchen in die Stadt Rheinbach eingegliedert.

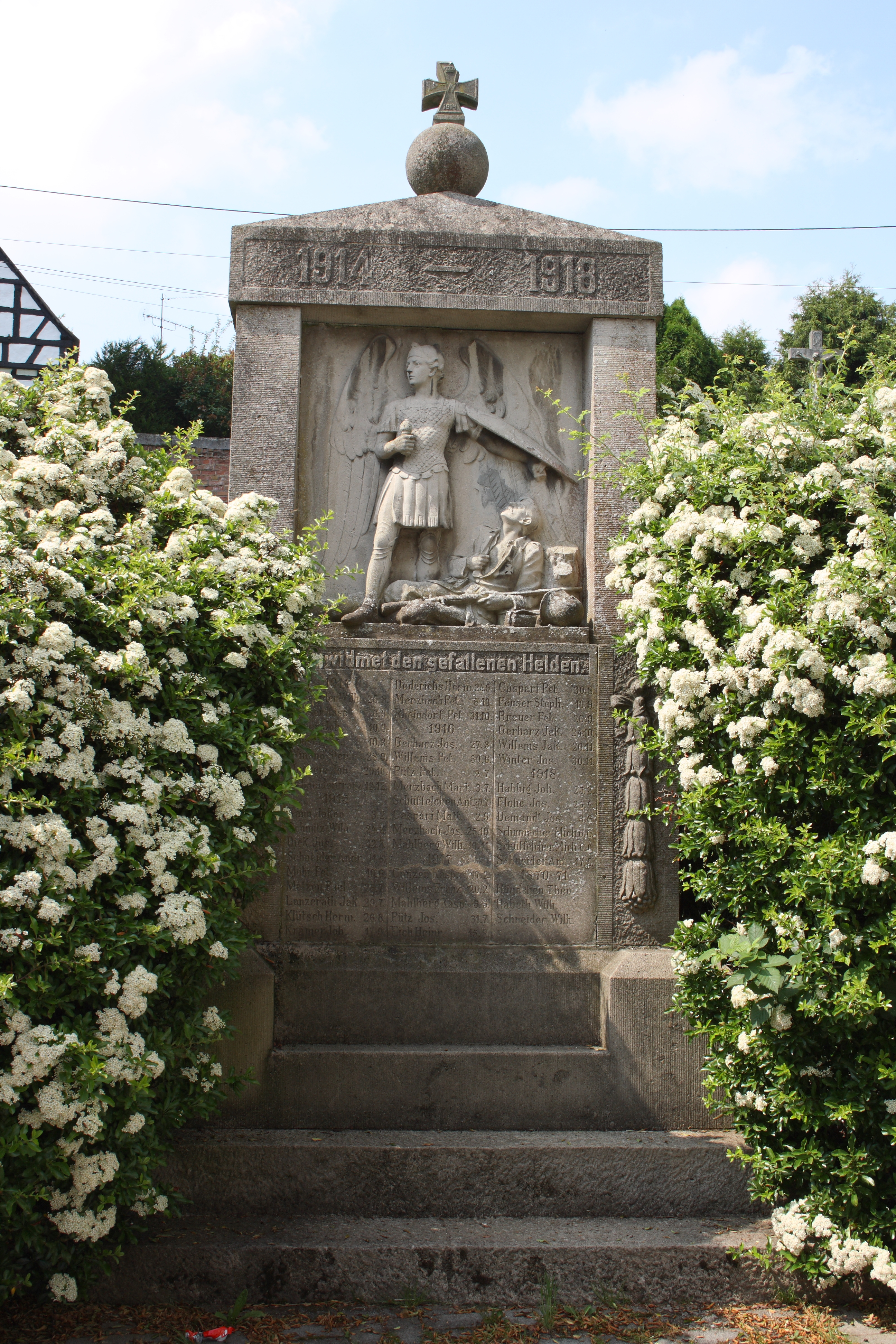
Kriegerdenkmal
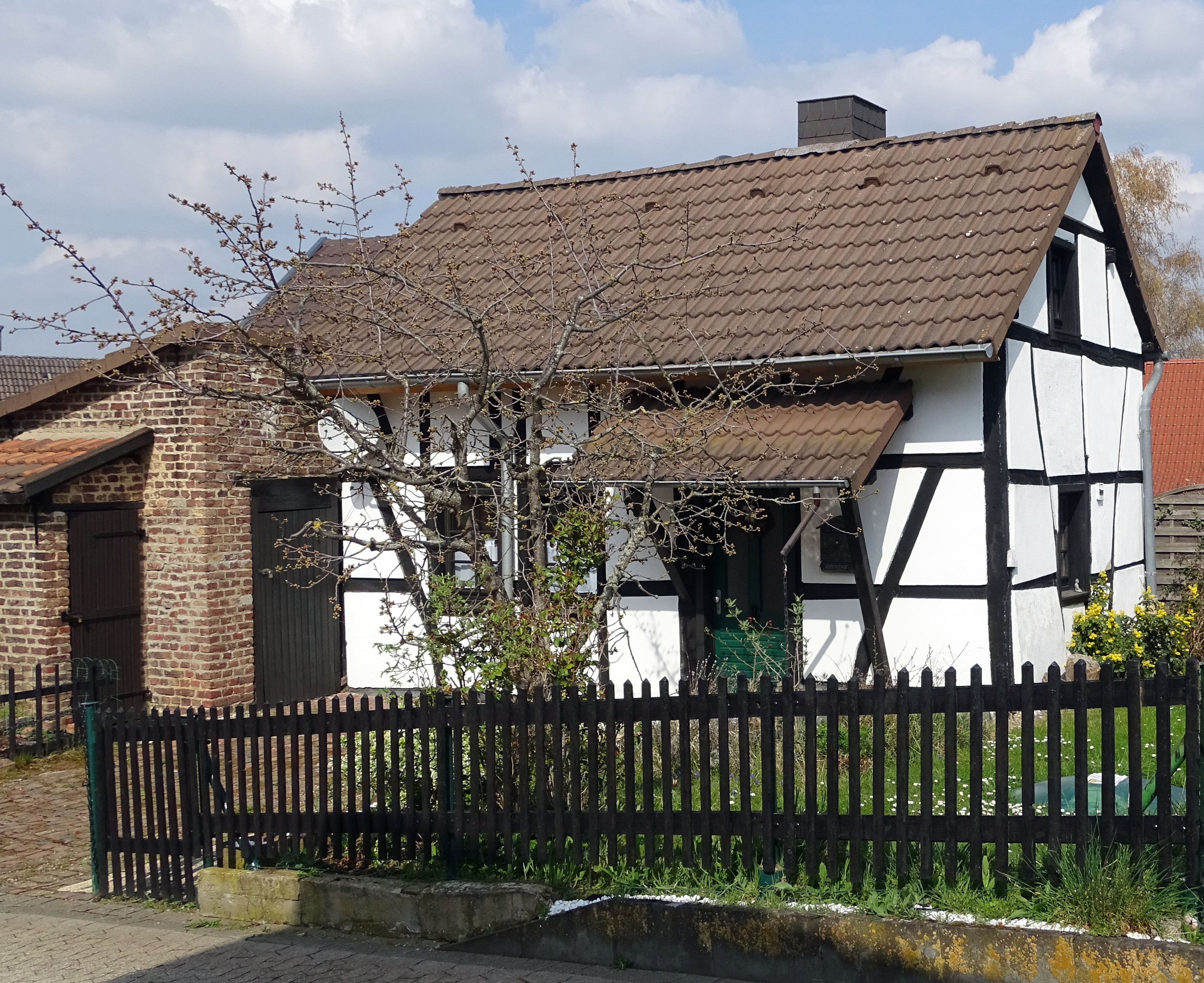
Merzbach Neustraße
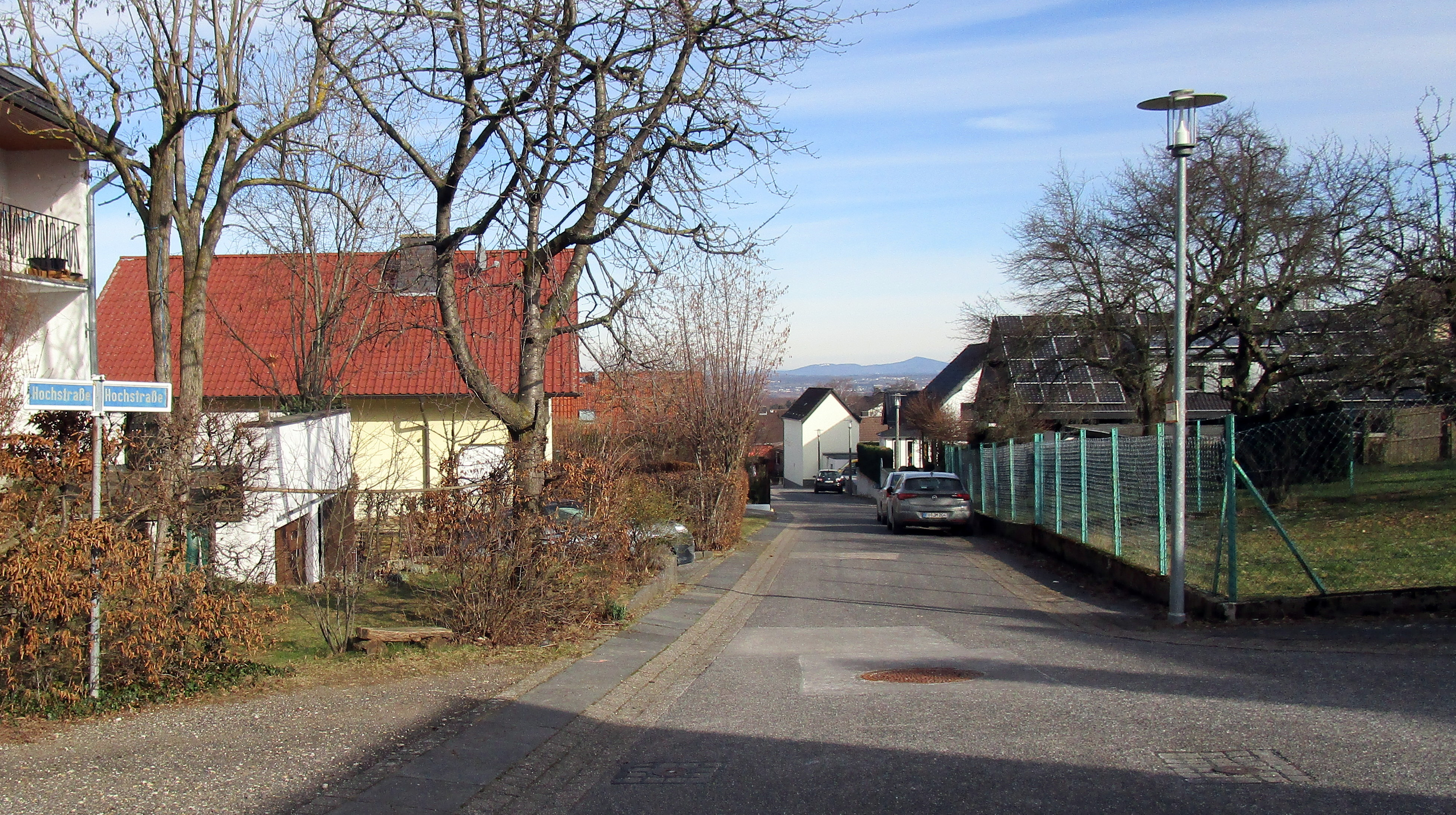
Merzbach Hochstraße
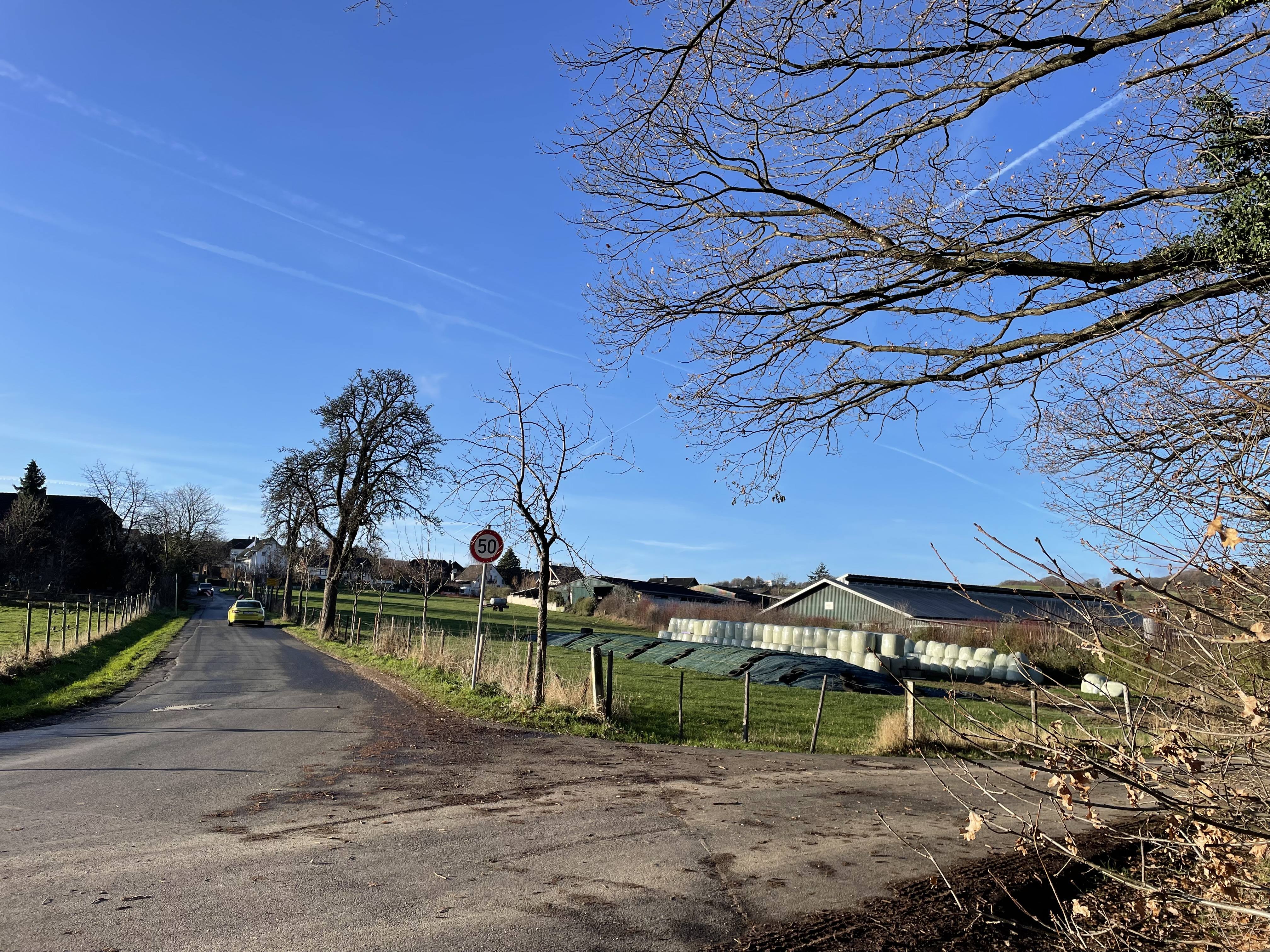
Merzbach Ortszufahrt

## Einwohnerentwicklung
Einwohnerstand ab 2019 gesamt mit Haupt- und Nebenwohnung.
| Jahr | Einwohner | Delta |
| ---- | --------- | ----- |
| 1816 | 177 1     |       |
| 2014 | 1.283     |       |
| 20.. |           |       |
| 2019 | 1.245     | −38   |
| 2020 | 1.248     | 3     |

| Jahr | Einwohner | Delta |
| ---- | --------- | ----- |
| 2021 | 1.238     | −10   |
| 2022 | 1.201     | −37   |
| 2023 | 1.205     | 4     |
| 2024 | 1.214 4   | 9     |
| 2025 |           |       |

## Kultur und Sehenswürdigkeiten

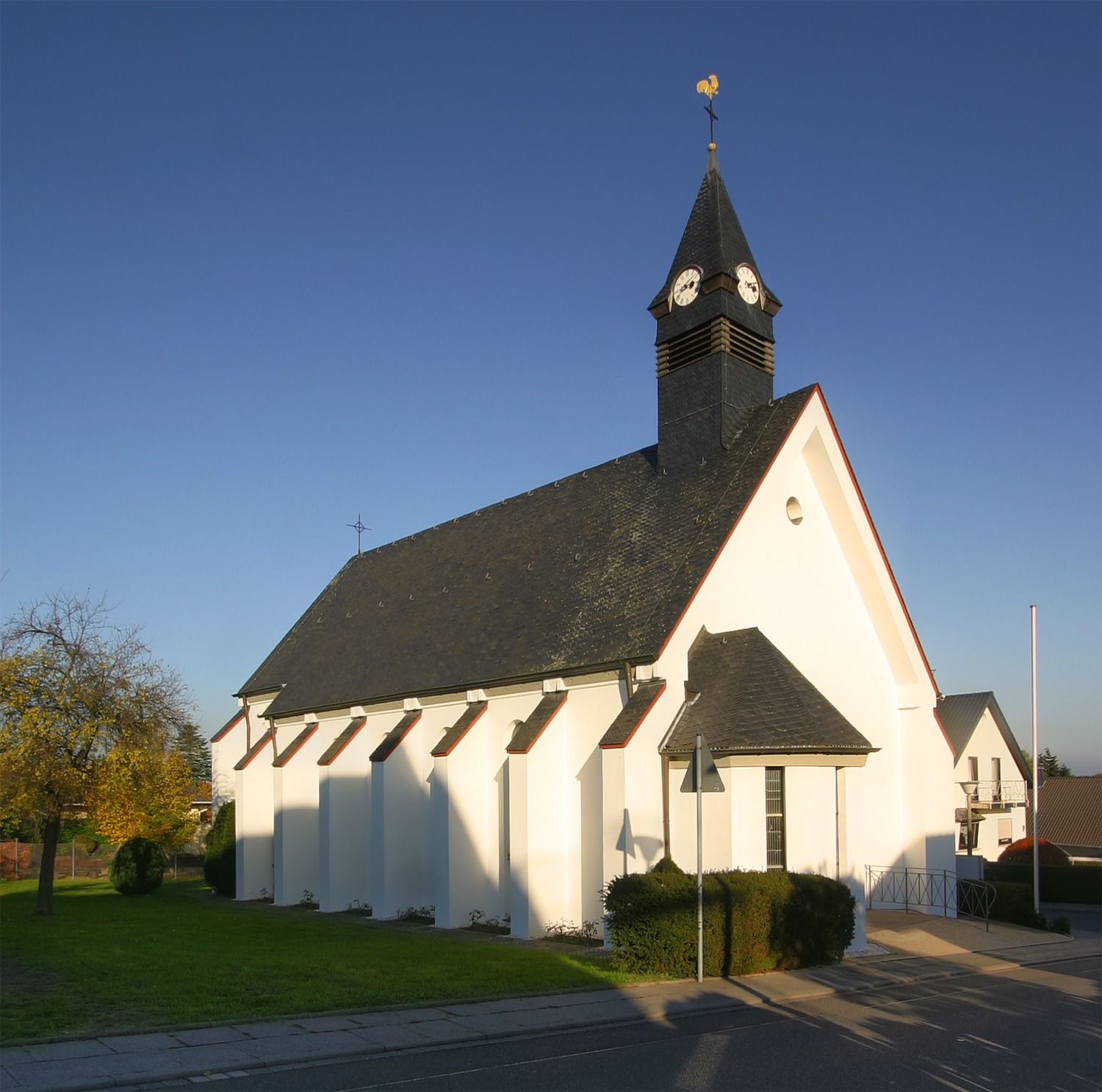
Kirche „St. Mariä Himmelfahrt“ zu Merzbach (Rheinbach)

Im Jahr 1954 errichtete die Kirchengemeinde die Dorfkirche St. Mariä Himmelfahrt, die nach statischen Mängeln 1984 teilweise zurückgebaut werden musste. Drei Jahre später waren die Schäden ausgebessert. Nach einer Neugestaltung des Innenraums fand im Jahr 1995 eine Altarweihe durch Friedhelm Hofmann statt.